# Emmanuil Kazakevici
Emmanuil Ghenrihovici Kazakevici (în rusă Эммануи́л Ге́нрихович Казаке́вич, în idiș עמנואל קאַזאַקעװיטש) n. 24 februarie 1913 – d. 22 septembrie 1962) a fost un scriitor rus sovietic.
În scrierile sale evocă eroismul ostașilor sovietici în războiul antihitlerist.
Se remarcă analiza fină a psihologiei personajelor.

## Scrieri
- 1947: Steaua ("Звезда")
- 1948: Doi în stepă ("Двое в степи")
- 1949: Primăvara pe Oder ("Весна на Одере")
- 1953: Inimă de prieten ("Сердце друга")
- 1956: Casa din piață ("Дом на площади").